# Yūta Imazeki
Yūta Imazeki (japanisch 今関 雄太, Imazeki Yūta; * 6. November 1987 in Chiba) ist ein ehemaliger japanischer Hürdenläufer, der sich auf die 400-Meter-Distanz spezialisiert hat.

## Sportliche Laufbahn
Erste internationale Erfahrungen sammelte Yūta Imazeki im Jahr 2009, als er bei den Ostasienspielen in Hongkong in 51,20 s die Bronzemedaille hinter seinem Landsmann Naohiro Kawakita und Meng Yan aus China gewann und mit der japanischen 4-mal-400-Meter-Staffel in 3:07,08 min die Goldmedaille gewann. 2011 gewann er bei den Asienmeisterschaften in Kōbe in 50,22 s die Silbermedaille hinter seinem Landsmann Takatoshi Abe und schied anschließend bei den Weltmeisterschaften in Daegu mit 50,92 s in der ersten Runde aus. 2013 erreichte er bei den Asienmeisterschaften in Pune in 50,36 s den vierten Platz und 2015 beendete er in Nagoya seine aktive sportliche Karriere im Alter von 27 Jahren.

## Persönliche Bestleistungen
- 400 m Hürden: 49,27 s, 26. Juni 2011 in Osaka